# Liste der Kulturgüter in Rümlang
Die Liste der Kulturgüter in Rümlang enthält alle Objekte in der Gemeinde Rümlang im Kanton Zürich, die gemäss der Haager Konvention zum Schutz von Kulturgut bei bewaffneten Konflikten, dem Bundesgesetz vom 20. Juni 2014 über den Schutz der Kulturgüter bei bewaffneten Konflikten sowie der Verordnung vom 29. Oktober 2014 über den Schutz der Kulturgüter bei bewaffneten Konflikten unter Schutz stehen.
Objekte der Kategorien A und B sind vollständig in der Liste enthalten, Objekte der Kategorie C fehlen zurzeit (Stand: 1. Januar 2023). Unter übrige Baudenkmäler sind weitere geschützte Objekte zu finden, die im Verzeichnis der Objekte von überkommunaler Bedeutung der kantonalen Denkmalpflege zu finden und nicht bereits in der Liste der Kulturgüter enthalten sind.

## Kulturgüter
| Foto |                                                                              | Objekt                                                       | Kat. | Typ | Standort                              | Beschreibung                         |
| ---- | ---------------------------------------------------------------------------- | ------------------------------------------------------------ | ---- | --- | ------------------------------------- | ------------------------------------ |
| ja   | Datei hochladen · Wikidata zu Kleinjogg-Hof (Q29574219)                      | Kleinjogg-Hof mit Waschhaus KGS-Nr.: 07638                   | A    | G   | Katzenrütistrasse 321 680529 / 254490 |                                      |
| ja   | Datei hochladen · Wikidata zu Gedeckte Holzbrücke über die Glatt (Q29933057) | Oberglatt, gedeckte Holzbrücke über die Glatt KGS-Nr.: 07639 | B    | G   | Altrohr 683912 / 255295               | 1767 von Johannes Grubenmann erbaut. |
| ja   | Datei hochladen · Wikidata zu Reformierte Kirche (Q29933059)                 | Reformierte Kirche KGS-Nr.: 12673                            | B    | G   | Kehlhofstrasse 3 682504 / 256229      |                                      |
| ja   | Datei hochladen · Wikidata zu Transformatorenstation (Q29933060)             | Transformatorenstation KGS-Nr.: 12739                        | B    | G   | Im Kirchbrunnen 5.1 682536 / 256296   |                                      |

## Übrige Baudenkmäler
| ID       | Foto |                                                                        | Objekt                                               | Kat.    | Typ | Standort                            | Beschreibung |
| -------- | ---- | ---------------------------------------------------------------------- | ---------------------------------------------------- | ------- | --- | ----------------------------------- | ------------ |
| 09700214 |      | Datei hochladen                                                        | Ehemaliges Bauernhaus, Wohnhaus mit Schopf           | C       | G   | Kratzstrasse 5–7 682400 / 256315    |              |
| 09700220 | ja   | Datei hochladen                                                        | Ehemaliges Bauernhaus                                | C       | G   | Schulstrasse 22 682394 / 256248     |              |
| 09700234 |      | Datei hochladen                                                        | Ehemaliges Bauernhaus, Hausteil 1                    | C       | G   | Schulstrasse 16B 682444 / 256276    |              |
| 09700235 |      | Datei hochladen                                                        | Ehemaliges Bauernhaus, Hausteil 2                    | C       | G   | Schulstrasse 16A 682448 / 256278    |              |
| 09700236 |      | Datei hochladen                                                        | Ehemaliges Bauernhaus, Hausteil 3                    | C       | G   | Schulstrasse 16C 682440 / 256275    |              |
| 09700237 |      | Datei hochladen                                                        | Ehemaliges Bauernhaus, Hausteil 4                    | C       | G   | Schulstrasse 16 682452 / 256278     |              |
| 09700318 | ja   | Datei hochladen                                                        | Ehemaliges Vogtshaus                                 | C       | G   | Bahnhofstrasse 9 682227 / 256335    |              |
| 09700932 |      | Datei hochladen                                                        | Kleinjogg-Hof, Waschhaus                             | B kant. | G   | Katzenrütistrasse 680545 / 254475   |              |
| 09700941 | ja   | Datei hochladen                                                        | Wohnhaus mit Scheune                                 | B reg.  | G   | Katzenrüti 240 680298 / 254873      |              |
| 09701480 | ja   | Datei hochladen                                                        | Schule Rümelbach, Abwartshaus C                      | B reg.  | G   | Rümelbachstrasse 28 682660 / 255661 |              |
| 09701481 |      | Datei hochladen                                                        | Schule Rümelbach, Primarschulhaus A mit Kindergarten | B reg.  | G   | Rümelbachstrasse 30 682723 / 255633 |              |
| 09701482 | ja   | Datei hochladen                                                        | Schule Rümelbach, Turnhalle B                        | B reg.  | G   | Rümelbachstrasse 34 682723 / 255690 |              |
| 09701483 | ja   | Datei hochladen · Wikidata zu Katholische Kirche St. Peter (Q15129741) | Katholische Kirche St. Peter                         | B reg.  | G   | Rümelbachstrasse 40 682789 / 255706 |              |

Legende: Im Wesentlichen siehe Legende der Liste der Kulturgüter von nationaler und regionaler Bedeutung, mit folgenden Ausnahmen:
- Anstelle der KGS-Nummer wird als Objekt-Identifikator (ID) die Inventarnummer im Verzeichnis der Objekte von überkommunaler Bedeutung des kantonalen Denkmalschutzamtes verwendet.
- Bei den Kategorien wird wie folgt unterschieden: B kant. = Objekt von kantonaler Bedeutung (Kanton Zürich); B reg. = Objekt von regionaler Bedeutung (Kanton Zürich).